# Jean-Paul Lecoq
Pour les articles homonymes, voir Lecoq.
Jean-Paul Lecoq, né le 13 octobre 1958 au Havre, est un homme politique français.
Membre du Parti communiste français (PCF), il est député de la Seine-Maritime de 2007 à 2012 et depuis 2017.
Il est maire de la commune de Gonfreville-l'Orcher (Seine-Maritime) de 1995 à 2017, vice-président de la communauté d’agglomération du Havre (CODAH) entre 2001 et 2017 et conseiller départemental du canton du Havre-3 de 2015 à 2017. Il est également conseiller communautaire de la communauté urbaine Le Havre Seine Métropole.

## Biographie

### Origines et formation
Issu d’une famille ouvrière, Jean-Paul Lecoq naît au Havre le 13 octobre 1958. Il suit une formation d’électricien.

### Parcours politique
Il milite à partir de 1972 au sein du mouvement des Jeunes communistes, puis s’engage parallèlement au Parti communiste français l’année suivante.

#### Fonctions territoriales
Il est élu pour la première fois conseiller municipal de Gonfreville-l'Orcher le 19 mars 1989 et est nommé adjoint au maire chargé de la jeunesse et de la culture. Succédant à Marcel Le Mignot, il devient maire de cette ville le 11 juin 1995 à 37 ans, et est réélu en 2001, 2008 et 2014 (avec 84,47 % des voix au premier tour). À la suite de son élection de député en 2017, il démissionne de sa fonction de maire et redevient conseiller municipal. Son successeur à la mairie de Gonfreville-l'Orcher est Alban Bruneau, ancien adjoint au maire chargé de la jeunesse.
En 2001, la Communauté d’agglomération du Havre (CODAH), dans laquelle se situe Gonfreville-l’Orcher, se constitue et propose une gouvernance géographiquement partagée à laquelle Jean-Paul Lecoq s’associe. Il en devient vice-président sous la présidence du maire du Havre de l’époque, Antoine Rufenacht, la même année. Son mandat comprend la délégation aux risques majeurs et à l’environnement industriel, et se termine également à la suite de son élection en tant que député en 2017.
Il est élu conseiller régional de 1998 à 2007. Il devient vice-président du conseil régional de Haute-Normandie chargé de la santé entre 2004 et 2007. Il en démissionne en juin 2007 après avoir été élu député.
En 2015, il est élu conseiller départemental dans le canton du Havre III, comprenant les communes de Gainneville, Gonfreville-l'Orcher et Rogerville, ainsi que la partie sud du Havre.

#### Candidat à la mairie du Havre
Aux côtés de plusieurs organisations politiques de la gauche au Havre et d’un comité d’engagement citoyen qui se créé à cette occasion, Jean-Paul Lecoq se déclare candidat aux élections municipales du Havre en 2020. Il mène ainsi la liste divers gauche « Un Havre citoyen », qui rassemble le Parti communiste français, La France insoumise, Ensemble !, Décroissance Le Havre, Génération.s et le groupe Pour une nouvelle gauche au Havre.
Au premier tour des municipales, la liste obtient 35,9 % des suffrages exprimés, derrière la liste emmenée par le maire sortant et Premier ministre Édouard Philippe (43,6 %),. Il perd le second tour, avec 41,2 % des voix face à la liste de la majorité.

#### Député
En 2007, Jean-Paul Lecoq est élu député dans la 6e circonscription de Seine-Maritime contre le député UMP sortant Denis Merville, après avoir devancé au 1er tour le socialiste Aquilino Morelle. Il siège au sein du groupe de la Gauche démocrate et républicaine.
La future sénatrice Céline Brulin est sa collaboratrice parlementaire de 2007 à 2012. 
Aux élections législatives de 2012, il arrive en seconde position derrière la députée socialiste Catherine Troallic en faveur de laquelle il se désiste.
Candidat déclaré pour les élections législatives de 2017, il obtient 25,83 % des suffrages exprimés au premier tour des élections législatives, ce qui le place en ballotage favorable face à Béatrice Delamotte, candidate de La République en marche. Il est élu dans la 8e circonscription de la Seine-Maritime le 18 juin 2017 à 62,70 %.
À l'Assemblée nationale, il intègre à nouveau le groupe de la Gauche démocrate et républicaine et redevient membre de la commission des affaires étrangères de l'Assemblée nationale.
Pour les élections législatives de 2022, il est réinvesti par le PCF dans la 8e circonscription de la Seine-Maritime, dans le cadre de la Nouvelle Union populaire écologique et sociale (NUPES),. Obtenant au 1er tour un des meilleurs scores de son parti, il est réélu avec 65,76 % des voix face à un candidat de la majorité présidentielle.
De nouveau investi aux élections législatives anticipées de 2024 sous la bannière du Nouveau Front populaire, il devance la candidate du RN Isabelle Le Coz au premier tour en obtenant 42,81 % des suffrages exprimés contre 31,32 %. Il est réélu député le 7 juillet avec 63,1 % des voix, bénéficiant du soutien du maire du Havre, Édouard Philippe.

## Positionnement politique

### Emploi et activité économique
Concernant les questions liées à l’emploi dans le bassin industriel et portuaire du Havre, il mène avec le conseil municipal de Gonfreville-l'Orcher des actions en faveur des salariés de la cimenterie Lafarge, de Sidel et d'Isoplast,.
Il signale les problèmes de sous-effectifs au centre pénitentiaire du Havre,.
En octobre 2017, il envoie un courrier au Premier ministre et ancien maire du Havre Édouard Philippe lui demandant la nationalisation du groupe Lafarge afin de « préserver l’outil industriel et ses emplois en France » étant donné que « des éléments accablants mettent en lumière les liens entre le groupe industriel Lafarge et l’organisation terroriste Daech » et qu'en cas de poursuites le risque est grand d'une « dissolution de la personne morale »,.

### Environnement
Le 1er février 2017, la municipalité de Gonfreville-l'Orcher reçoit le prix Ville durable des Trophées Éco Actions de l’association Les Eco Maires pour la mise en place d’un chantier participatif visant à construire le local jeune de Gonfreville-l'Orcher avec la paille d’un agriculteur de la commune,.
Lecoq lance le débat sur la gratuité des transports scolaires au Havre avec une réunion publique organisée au Havre le 13 décembre 2018,.

### Droits de l'homme et affaires internationales
Jean-Paul Lecoq milite pour le droit à l'autodétermination du peuple sahraoui. Il se rend trois fois à New York pour porter la voix des Sahraouis au sein de l’assemblée générale de la quatrième commission de l’ONU, le 9 octobre 1997, le 10 octobre 2012 et le 6 octobre 2017.
Il défend aussi les droits du peuple palestinien. Il se rend à Gaza après l'opération Plomb durci et accuse Ehoud Olmet, alors premier ministre israélien, de crime contre l’humanité.
Le 7 novembre 2010, alors qu’il projette de se rendre à Laâyoune, la capitale du Sahara occidental, afin de constater la montée des violences sur place, les autorités marocaines l'empêchent de quitter l'aéroport de Casablanca et l'expulsent vers la France le lendemain.
En 2011, il embarque sur la flottille qui tente de se rendre à Gaza afin de briser le blocus.
En 2019, il dénonce les ventes d’armes de la France à l’Arabie Saoudite pouvant être utilisées dans la guerre au Yémen,.
Il s’engage pour le rapatriement de Laurent Fortin, placé en résidence surveillée à Shanghai après avoir été pris dans une affaire de sécurité alimentaire dans une entreprise de boulangerie en Chine,. Il se rend en Chine fin décembre 2018 dans le cadre du déplacement officiel du président de la République, notamment pour porter cette affaire sur place.
Il fait partie des deux députés votant contre la proposition de résolution portant sur la reconnaissance et la condamnation de la grande famine de 1932-1933, connue sous le nom d'« Holodomor », comme génocide, par refus « de contribuer à la politisation des enjeux de mémoire et d’histoire ».
En 2022 et 2023, il est l'auteur d'un projet de résolution visant à faire reconnaître la situation en Palestine comme relevant du crime d'apartheid,,,.

## Synthèse des résultats électoraux

### Élections législatives
| Année | Parti                   | Parti | Circonscription         | 1er tour | 1er tour | 1er tour | 2d tour | 2d tour | Issue   |
| Année | Parti                   | Parti | Circonscription         | Voix     | %        | Rang     | Voix    | %       | Issue   |
| ----- | ----------------------- | ----- | ----------------------- | -------- | -------- | -------- | ------- | ------- | ------- |
| 1997  |                         | PCF   | 6e de la Seine-Maritime | 10 273   | 20,62    | 3e       | Retrait | Retrait | Retrait |
| 2002  | 7 015                   | PCF   | 6e de la Seine-Maritime | 15,14    | 3e       |          |         | Battu   |         |
| 2007  | 7 585                   | PCF   | 6e de la Seine-Maritime | 16,74    | 2e       | 22 813   | 51,11   | Élu     |         |
| 2012  | 8e de la Seine-Maritime | PCF   | 10 099                  | 30,26    | 2e       | Retrait  | Retrait | Retrait |         |
| 2017  | 8e de la Seine-Maritime | PCF   | 7 011                   | 25,83    | 1er      | 13 911   | 62,70   | Élu     |         |
| 2022  | 8e de la Seine-Maritime | PCF   | 12 227                  | 48,75    | 1er      | 15 117   | 65,76   | Élu     |         |
| 2024  | 8e de la Seine-Maritime | PCF   | 16 205                  | 42,81    | 1er      | 23 040   | 63,08   | Élu     |         |

### Élections municipales
Les résultats ci-dessous concernent uniquement les élections où il est tête de liste.

#### Le Havre
| Année | Liste | Liste                       | Commune  | 1er tour | 1er tour | 1er tour | 2d tour | 2d tour | 2d tour | Sièges obtenus | Sièges obtenus |
| Année | Liste | Liste                       | Commune  | Voix     | %        | Rang     | Voix    | %       | Rang    | CM             | CC             |
| ----- | ----- | --------------------------- | -------- | -------- | -------- | -------- | ------- | ------- | ------- | -------------- | -------------- |
| 2020  |       | PCF - LFI - G·s - E! - PPLD | Le Havre | 14 646   | 35,88    | 2e       | 17 604  | 41,17   | 2e      | 12 / 59        | 12 / 59        |

#### Gonfreville-l'Orcher
| Année | Parti | Parti | Commune              | Premier tour | Premier tour | Premier tour | Sièges | Sièges |
| Année | Parti | Parti | Commune              | Voix         | %            | Rang         | CM     | CC     |
| ----- | ----- | ----- | -------------------- | ------------ | ------------ | ------------ | ------ | ------ |
| 1995  |       | PCF   | Gonfreville-l'Orcher | NC           | NC           | NC           | NC     | NC     |
| 2001  | 3 289 | PCF   | Gonfreville-l'Orcher | 84,48        | 1er          | NC           | NC     |        |
| 2008  | 3 448 | PCF   | Gonfreville-l'Orcher | 85,64        | 1er          | 27 / 29      | 3 / 3  |        |
| 2014  | 2 911 | PCF   | Gonfreville-l'Orcher | 84,47        | 1er          | 27 / 29      | 3 / 3  |        |

## Synthèse des mandats

### Mandats locaux
- 1995-2017 : maire de Gonfreville-l'Orcher
- 1989-1995 : adjoint au maire de Gonfreville-l'Orcher
- 2001-2017 : vice-président de la communauté de l'agglomération havraise

### Mandat départemental
- 2015-2017 : conseiller départemental de Seine-Maritime

### Mandats régionaux
- 1998-2007 : membre du conseil régional de Haute-Normandie
- 2004-2007 : vice-président du conseil régional de Haute-Normandie

### Mandats nationaux
- 2007-2012 : député de Seine-Maritime
- 2017- : député de Seine-Maritime
- 2022-2024 : vice-président de la Commission des Affaires étrangères de l'Assemblée nationale